# Михайлов Максим Ігорович
Максим Ігорович Михайлов (рос. Максим Игоревич Михайлов; 13 лютого 1994, Ульяновськ, Росія — 24 березня 2022, Україна) — російський офіцер, старший лейтенант ЗС РФ. Герой Російської Федерації.

## Біографія
Закінчив Ульяновську гімназію №44. В 2012/17 роках навчався в Рязанському вищому повітрянодесантному командному училищі, після закінчення якого був призначений командиром танкового взводу 42-ї мотострілецької дивізії. З 24 лютого 2022 року брав участь у вторгненні в Україну, командир танкової роти. Загинув внаслідок влучання снаряду в його танк.

## Нагороди
- Звання «Герой Російської Федерації» (1 червня 2022, посмертно) — «за мужність і героїзм, проявлені під час виконання військового обов'язку.» 10 червня медаль «Золота зірка» була передана рідним Михайлова повноважним представником Президента РФ в Південному федеральному окрузі Володимиром Устиновим.

## Вшанування пам'яті

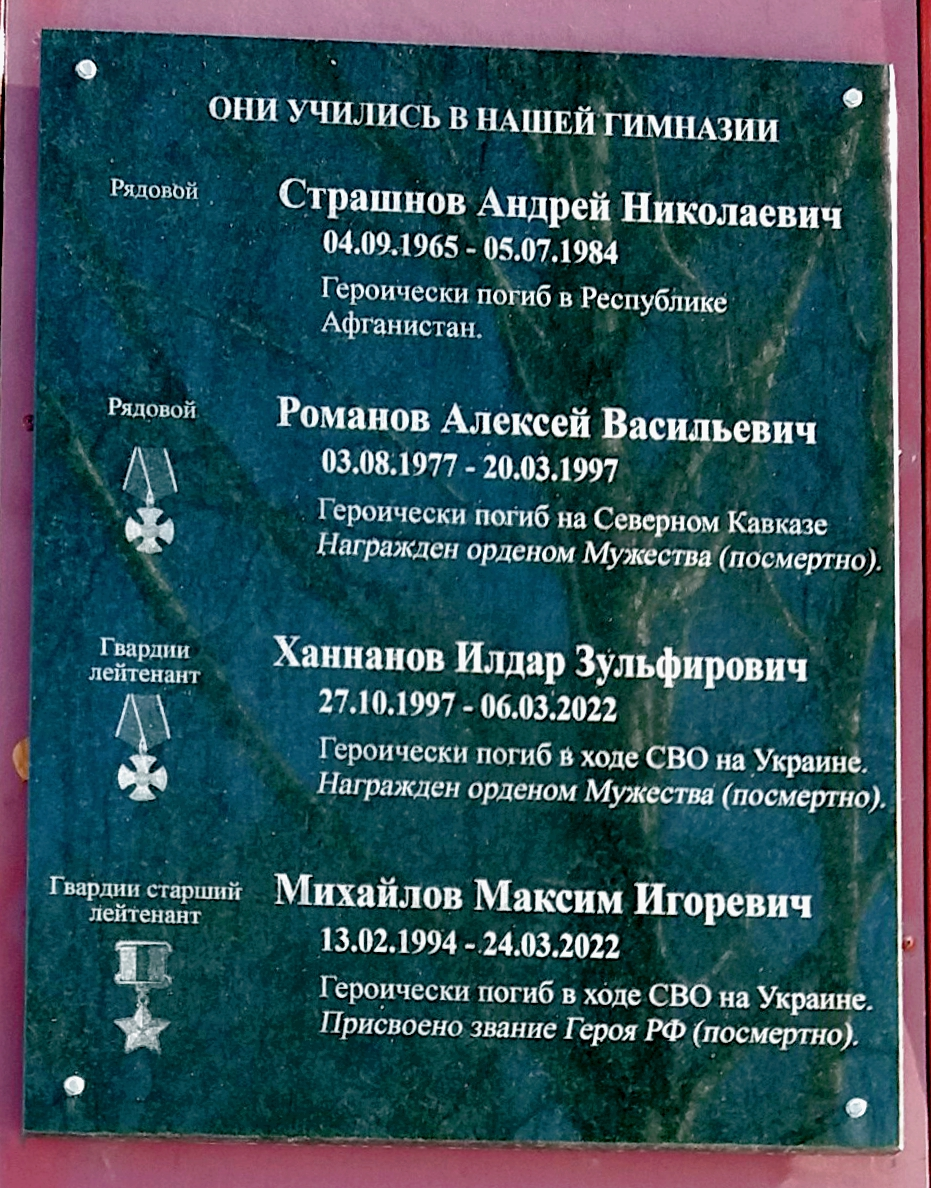

3 вересня 2022 року в Ульяновській гімназії №44 була відкрита меморіальна дошка на честь чотирьох випускників, які загинули в різних військових конфліктах.